# Francisco Gentil Martins

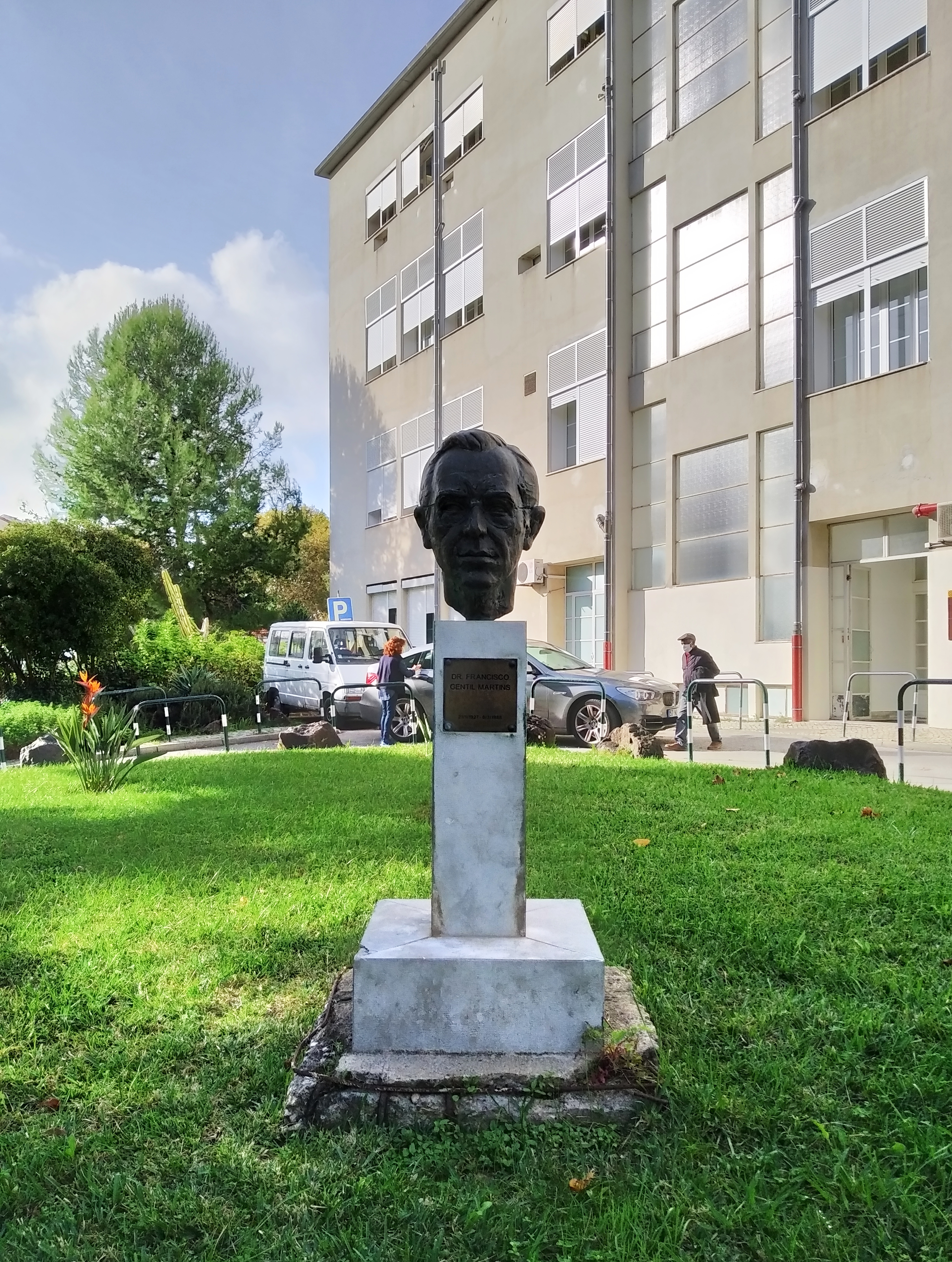
Büste vor dem Instituto Português de Oncologia de Lisboa Francisco Gentil

Francisco Gentil Martins (* 21. Januar 1927 in Lissabon; † 8. März 1988) war ein portugiesischer Mediziner.
Gentil kam als Sohn des Arztes António Gentil Martins zur Welt. Er studierte Medizin an der Universität Lissabon. 1950 kam er an das Instituto Português de Oncologia (I.P.O., Portugiesisches Institut für Onkologie), dessen Direktor er später wurde. Sein Hauptarbeitsgebiet war die Krebsforschung.
Er war Präsident der Liga Portuguesa Contra o Cancro.